# Chula (Rio Grande do Sul)
A Chula é uma dança gaúcha tradicional, com origens na chula de Portugal, levada ao Sul do Brasil. Dançada em desafio, é praticada preferencialmente por homens. A chula tem bastante semelhança com o Lundu sapateado, encontrado em outros estados brasileiros. É baseada em batidas dos pés e nos desafios.

## Características
Uma vara de madeira denominada lança e medindo cerca de 2 ou 3 metros de comprimento é colocada no chão, com dois ou três dançarinos dispostos em suas extremidades. Ao som da gaita gaúcha (sanfona), os dançarinos executam diferentes sapateados, avançando e recuando sobre o pedaço de madeira. Na qual dois bailarinos ( ou mais ) se confrontam, cada um desejando mostrar as suas qualidades coreográficas, através de gestuais movimentos e sapateados, de um e de outro lado de uma lança de madeira, colocada devidamente no chão.
Após cada sequência realizada, o outro dançarino deverá repeti-la e em seguida realizar uma nova sequência, geralmente mais complicada que a do seu parceiro. Assim, vencerá o dançarino que conseguir não perder o ritmo, e não encostar no pedaço de madeira e conseguir realizar a sequência coreográfica dançada como desafio pelo dançarino anterior.
A chula antigamente era usada durante os bailes, onde dois peões queriam dançar com uma mesma prenda, então desafiavam-se, aquele que fizesse o passo, em sapateio, sem erros teria o direito a dançar com esta prenda pelo resto do baile. Hoje essa dança é mostrada apenas de forma cultural durante eventos, rodeios, etc. Porém não podendo repetir o passo, de seu oponente. Eles fazem frequentemente em festas tradicionais ou em eventos apropriados para esse tipo de festa.

## História
A chula gaúcha remonta à dança homônima portuguesa, sendo inicialmente praticada por tropeiros para distração, em particular nos bailes, como forma de chamar atenção às prendas. Contemporaneamente, com o advento de apresentações e torneios, a dança obteve maior adesão e sofisticação, com característica voltadas à competição.
Em 3 de setembro de 2024, pela lei federal nº 14.957, foi conferido o título de Capital Nacional da Dança da Chula ao município de Lagoa Vermelha, no Rio Grande do Sul.